# Adolf Ditlev Jørgensen

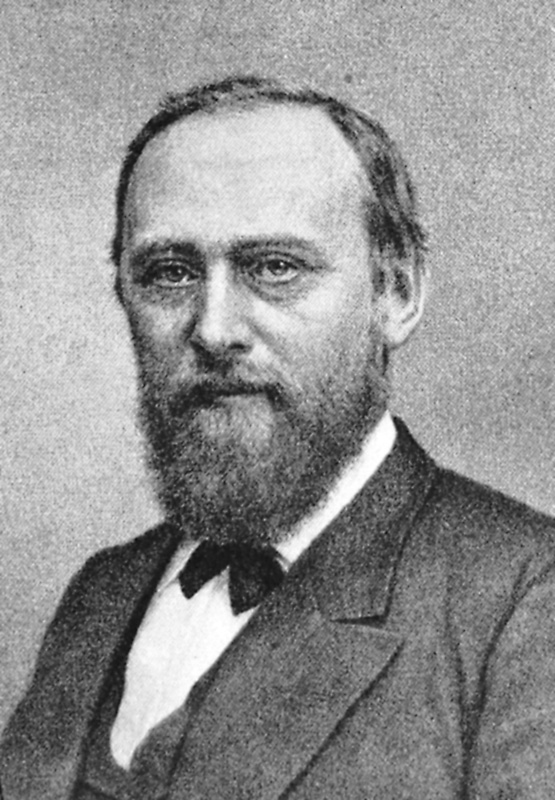
Adolf Ditlev Jørgensen

Adolf Ditlev Jørgensen (ur. 11 czerwca 1840 w Gråsten, zm. 5 października 1897 we Frederiksbergu) – duński historyk i archiwista.
Od 1863 roku był nauczycielem w liceum we Flensburgu. W 1864 roku wyjechał do Kopenhagi, gdzie w 1869 roku podjął pracę w archiwum państwowym. W 1889 roku został dyrektorem administracji archiwów. Jego zasługą była reforma i reorganizacja archiwów.
Był też autorem szeregu broszur anty-niemieckich w sprawie Szlezwiku.

## Wybrane publikacje
- Bidrag til Nordens Historie i Middelalderen (1871);
- Den Nordiske Kirkes Grundlaeggelse (1874 – 1878);
- 40 Fortaellinger af Faedrelandets Historie (1882);
- Udsigt over de danske Rigsarchivers Historie (1884)
- Georg Zoega (1881);
- Niels Stensen (1884);
- Johannes Ewald (1888)